# Зингерман, Борис Исаакович
Борис Исаакович Зингерман (28 мая 1928, Одесса — 16 ноября 2000, Москва) — российский литературный критик, театровед, историк театра. Кандидат искусствоведения. Лауреат премии Союза кинематографистов СССР (1978). Член Союза писателей СССР (1976).

## Биография
Родился 28 мая 1928 года в Одессе. Его отец играл в любительских спектаклях и привил сыну любовь к сцене.
В 1945 году поступил на театроведческий факультет Государственного театрального института им. А. В. Луначарского, который окончил в 1950 году. По окончании института работал в Институте истории искусств АН СССР (ныне Государственный институт искусствознания).
В 1954 году защитил диссертацию на соискание ученой степени кандидата искусствоведения по теме «Трагедии Шекспира на советской сцене, 1930-е годы».
Заведовал зарубежным отделом редакции журнала «Театр».
С момента рождения Театра на Таганке Юрия Любимова был его неформальным консультантом.
В 1976 году принят в Союз писателей СССР.
Автор ряда книг и статей об истории советского и зарубежного театра. Составитель искусствоведческих сборников и альманахов «Мир искусства», «Западное искусство. XX век».
Умер 16 ноября 2000 года в Москве. Похоронен на Востряковском кладбище
.
Жена – Елена Ильинична Фалькович (1927–2011), театровед.